# Église Santa Maria Avvocata

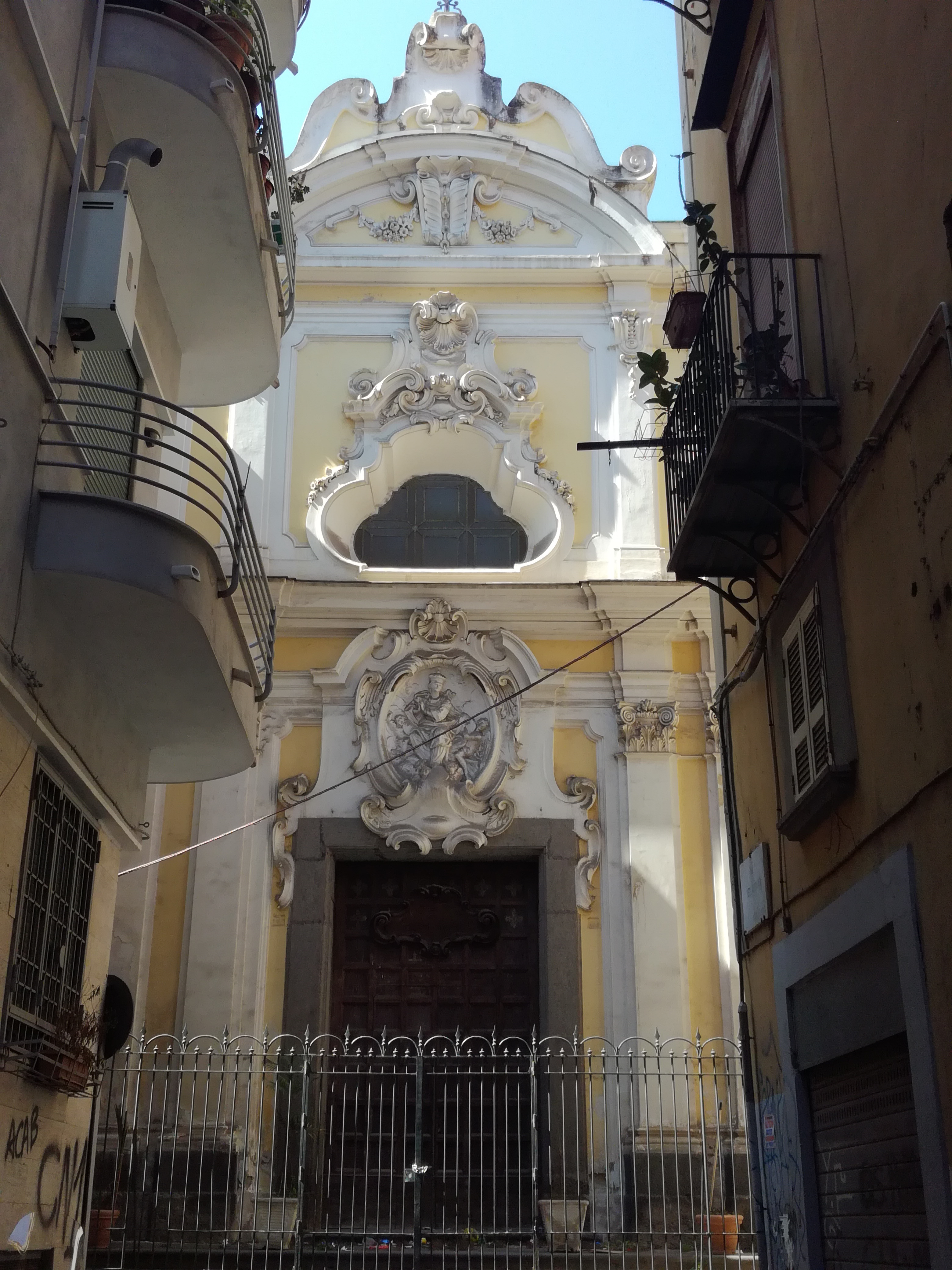
Façade rococo de l'église.

L'église Santa Maria Avvocata (Sainte-Marie-Avocate), ou Santa Maria della Concezione (Sainte-Marie-de-la-Conception), est une église monumentale de Naples située au bout de la via Avvocata, à peu de distance de la piazza Dante, dans le cœur historique de la ville et le quartier de l'Avvocata.

## Histoire et description
La structure de l'église remonte au XVIe siècle lorsque le Père carme Alessandro Mollo fait construire un petit couvent avec une église. Vers l'an 1680, le cardinal Gesualdo achète l'ensemble et élève l'église au rang d'église paroissiale. 
Elle est remaniée à plusieurs reprises au cours des siècles, prenant comme nombre d'églises napolitaines d'alors une allure baroque. La façade décorée de stucs est l'œuvre d'un élève de Vaccaro. La nef, lumineuse et riche de décorations et de festons, s'inscrit dans un plan rectangulaire. L'église possède un maître-autel de marbres polychromes. L'intérieur est orné à la façon de l'église Sant'Antonio a Tarsia. Vincenzo Galloppi est l'auteur de certains tableaux et de fresques.
Cette église est rarement ouverte.

## Source de la traduction
- (it) Cet article est partiellement ou en totalité issu de l’article de Wikipédia en italien intitulé « Chiesa di Santa Maria Avvocata » (voir la liste des auteurs).